# 三重県道47号鳥羽磯部線
三重県道47号鳥羽磯部線（みえけんどう47ごう とばいそべせん）は、三重県鳥羽市から同県志摩市に至る主要地方道（三重県道）である。

## 概要
志摩市磯部町的矢 - 志摩市磯部町上之郷間は、三重県道16号南勢磯部線が磯部町的矢まで延長されるまで当該区間を結ぶ重要な道路とされていた。
鳥羽市畔蛸町と志摩市磯部町的矢の間は海上区間となっており、船で往来する。

### 路線データ
- 起点：鳥羽市松尾町字下の久保197番地先[3]（松尾北交差点）
- 終点：志摩市磯部町上之郷字下高崎33-4番地先[3]
- 総延長：22.176 km

## 歴史
- 1982年（昭和57年）12月3日 - 主要地方道認定[1]。従来の「的矢鳥羽線」（志摩郡磯部町的矢 - 鳥羽市松尾町）と「的矢港線」（志摩郡磯部町的矢 - 同町上之郷）を廃止、統合して誕生した[1]。
- 1993年（平成5年）5月11日 - 建設省から、県道鳥羽磯部線が鳥羽磯部線として主要地方道に再指定される[4]。

## 道路状況

### 重複区間
- 三重県道750号阿児磯部鳥羽線（鳥羽市畔蛸町（あだこちょう） - 志摩市磯部町的矢）[5]

### 利用状況
交通量
| 地点             | 平日12時間        | 平日24時間        |
| 地点             | 2005年度⇒2010年度 | 2005年度⇒2010年度 |
| 鳥羽市松尾町道仏 | 2,166台⇒2,234台   | 2,837台⇒2,927台   |
| 志摩市磯部町山田 | 1,059台⇒ 777台    | 1,387台⇒ 987台    |

## 地理

### 通過自治体
- 鳥羽市
- 志摩市

### 交差する道路
- 国道167号（起点）

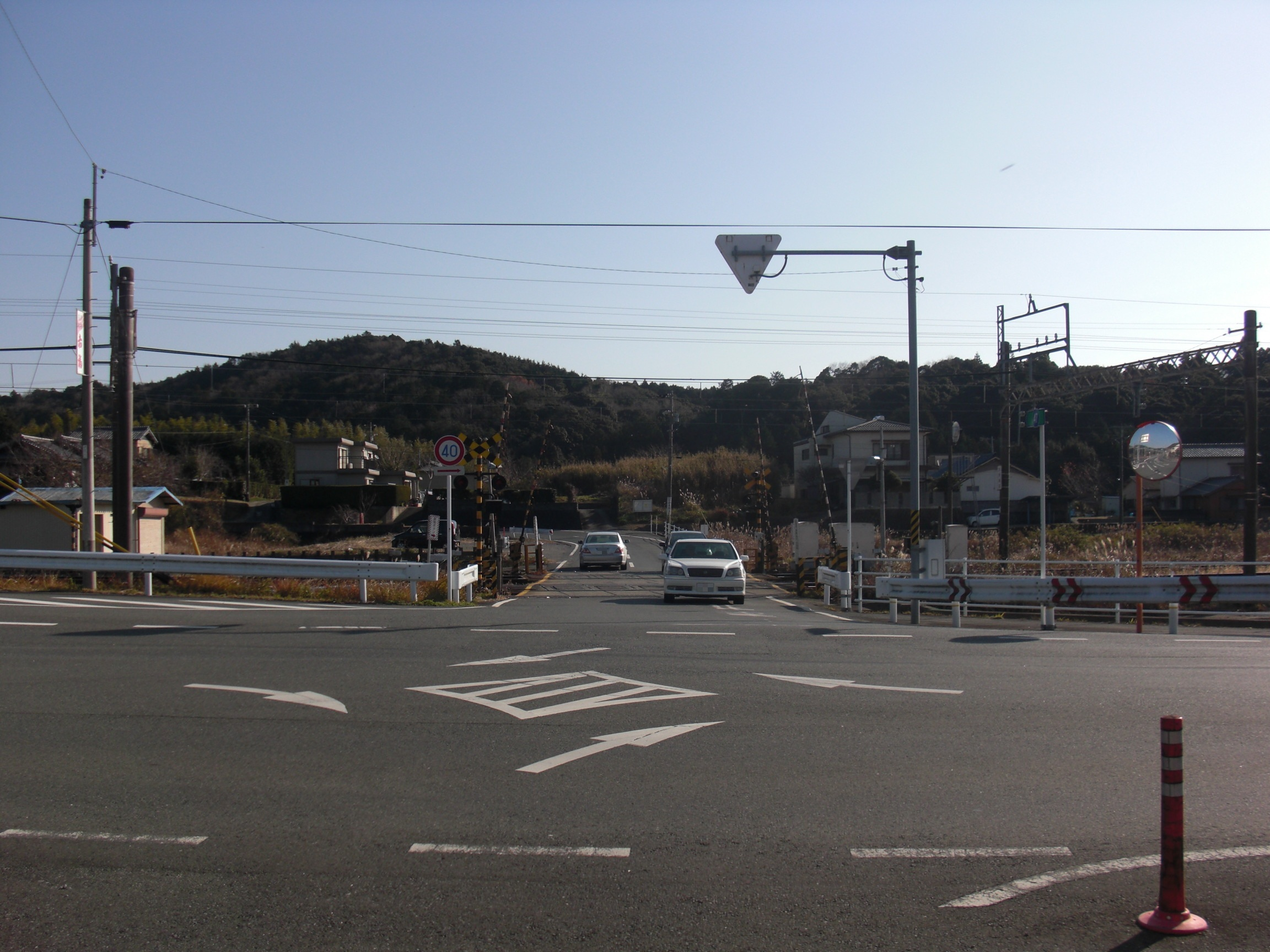
終点

- 三重県道128号鳥羽阿児線（鳥羽市相差町（おうさつちょう））
- 三重県道750号阿児磯部鳥羽線（鳥羽市畔蛸町）
- 海上区間（【起点：北緯34度23分18.7秒 東経136度53分5.0秒 / 北緯34.388528度 東経136.884722度】 - 【終点：北緯34度23分15.1秒 東経136度52分58.9秒 / 北緯34.387528度 東経136.883028度】
- 三重県道16号南勢磯部線・三重県道750号阿児磯部鳥羽線（志摩市磯部町的矢）
- 三重県道128号鳥羽阿児線（志摩市磯部町的矢）
- 国道167号（終点）

### 沿線にある施設など

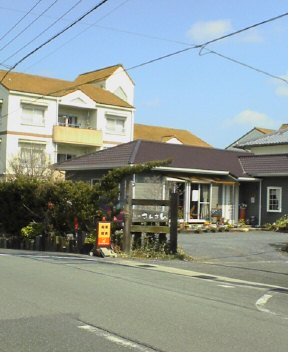
志摩市磯部町山田（沿線）

- 伊勢志摩みやげセンター王将
- 鳥羽市清掃センター
- 鳥羽市消防署南鳥羽出張所
- 畔蛸白浜海水浴場
- 鳥羽カントリークラブ
- 伊勢志摩カントリークラブ
- 旧志摩市立的矢小学校・中学校
- 的矢郵便局
- 漁火の森
- 近鉄志摩線 上之郷駅